# Andrena scheuchli
Andrena scheuchli är en biart som beskrevs av Dubitzky 2006. Andrena scheuchli ingår i släktet sandbin, och familjen grävbin. Inga underarter finns listade i Catalogue of Life.